# Пенжинський район
Пе́нжинський район (рос. Пенжинский район) — адміністративний район в складі Камчатського краю Росії. До 1 липня 2007 року входив до складу Корякського автономного округу Камчатської області.
На заході район межує з Магаданською областю, на півночі — з Чукотським автономним округом, на південному сході — з Олюторським, на півдні — з Карагінським районами. На південному заході омивається Пенжинською губою затоки Шеліхова Охотського моря.
Площа району становить 116 086,4 км².
Чисельність становить 2755 осіб (2009), з них корінних народів — 1,8 тис.

## Населені пункти
- Маніли — 997 осіб
- Кам'янське — 663
- Слаутне — 360
- Аянка — 303
- Таловка — 297
- Парєнь — 72
- Оклан — 63